# ТЕС Скандале
39°6′8″ пн. ш. 17°1′57″ сх. д. / 39.10222° пн. ш. 17.03250° сх. д.
ТЕС Скандале – теплова електростанція на півдні Італії на півострові Калабрія, провінція Кротоне. Споруджена з використанням технології комбінованого парогазового циклу.
Введена в експлуатацію у 2010 році, станція має два однакові блока потужністю по 407 МВт. В кожному з них встановлена одна газова турбіна потужністю 270 МВт, яка через котел-утилізатор живить одну парову з показником 137 МВт.
Загальна паливна ефективність ТЕС становить 56%.
Як паливо станція використовує природний газ, котрий постачається із національної газотранспортної системи через відвід довжиною 6 км.
Проект реалізувала компанія Ergosud, спільне підприємство EPH Group та A2A.